# Ogradna, Smolean
Ogradna (în bulgară Оградна) este un sat în comuna Nedelino, regiunea Smolean,  Bulgaria. 

## Demografie
Componența etnică a satului Ogradna
     Nicio identificare (6,18%)
     Bulgari (93,81%)
     Altele (0%)
La recensământul din 2011, populația satului Ogradna era de 194 locuitori. Din punct de vedere etnic, majoritatea locuitorilor (93,81%) erau bulgari. Pentru 6,18% din locuitori nu este cunoscută apartenența etnică.